# Звуконаслідування
Звуконаслі́дування — звуковідтворення, або ономатопея (грец. onomatopoieia — творення назв) — звук, імітація реальних явищ: намагання шляхом спеціального підбору та концентрації звуків мови — алітерацій чи асонансів — відтворити звуки, що існують у реальному навколишньому житті. Отже, звуконаслідування є зображальним прийомом на противагу виражальному — звукописові.

## Визначення
Умовне відтворення звуків природи, криків тварин тощо: ку-ку, гав-гав, му-у-у, тік-так, няв, ж-ж-ж, а також створення слів, звукові оболонки яких тією чи іншою мірою нагадують позначувані предмети: гавкати, цвірінькати, кувікати, кукурікати, нявчати.
Де коза туп, туп,
Там жито сім куп— Колядка
Дзюрить, дзичить, дзюрчить, дзюрчить вода,
Мелодії грає на кам’яній флейті.— 
Б.-І. Антонич
В літературі:
Немов хто косою — черк!
 А вдруге світліше — дзінь!— Володимир Свідзинський
«Кру-Кру!» — у пітьмі тугу журавлі несли мені так боляче, так сумно.— І.Гнатюк

## Вигук
Осн. стаття Вигук
До вигуків близькими є звуконаслідувальні слова — умовні відтворення голосів, шумів і т. ін. Напр.: кукуріку, гав-гав, бух, ляп.